# A 44. gyermek (film)
A 44. gyermek (eredeti cím: Child 44) 2015-ben bemutatott brit-amerikai thriller, melyet Daniel Espinosa rendezett. A forgatókönyvet Richard Price írta, Tom Rob Smith 2008-as azonos című regénye alapján. A főszereben Tom Hardy, Gary Oldman, Noomi Rapace, Joel Kinnaman, Paddy Considine, Jason Clarke és Vincent Cassel látható.
A film forgatása 2013 júniusában kezdődött Csehország egyes részein: Kladno, Ostrava, Prága, majd később Romániában folytatták.
Az Amerikai Egyesült Államokban 2015. április 17-én mutatták be, míg Magyarországon egy nappal hamarabb szinkronizálva, április 16-án a Big Bang Media forgalmazásában. A film bevételi szempontokból rosszul teljesített, ugyanis az 50 milliós költségvetésével szemben kevesebb mint 13 millió dollárt termelt. A kritikusok is negatív véleménnyel voltak a filmről: Metacritic oldalán a film értékelése 41% a 100-ból, ami 25 véleményen alapul. A Rotten Tomatoeson a 44. gyermek 27%-os minősítést kapott.

## Történet
Leo Demidov ügynök (Tom Hardy) a kommunista párt hűséges, ideológikus tagja, aki minden parancsot kérdés nélkül végrehajt. Minden megváltozik, amikor több gyerek holtan kerül elő, aminek soha nem szabadott volna megtörténnie az államban, és őt egy olyan ember letartóztatására küldik, akiről tudja, hogy ártatlan.
Miután Demidovot arra kérik, hogy tartóztassa le saját feleségét, elmenekül, és az állam ellenségévé válik. A gyermekhalálok számát azonban nem hagyhatja figyelmen kívül, ezért életét kockáztatva nyomoz egy könyörtelen sorozatgyilkos után.

## Szereplők
| Színész         | Szerep                   | Magyar hang   |
| --------------- | ------------------------ | ------------- |
| Tom Hardy       | Leo Demidov              | Király Attila |
| Noomi Rapace    | Raisa Demidova           | Balsai Móni   |
| Gary Oldman     | Mihail Nesterov tábornok | Epres Attila  |
| Vincent Cassel  | Kuzmin őrnagy            | Viczián Ottó  |
| Jason Clarke    | Anatoly Brodsky          | Kardos Róbert |
| Joel Kinnaman   | Vasili Nikitin           | Welker Gábor  |
| Sam Spruell     | Dr. Tyapkin              | Dankó István  |
| Paddy Considine | Vladimir Malevich        | Rába Roland   |
| Josef Altin     | Alexander                | Varju Kálmán  |

## Irodalmi alapanyag magyarul
- Tom Rob Smith: A 44. gyermek; ford. Saliga Zsuzsanna; Európa, Budapest, 2009